# Arbeit macht frei

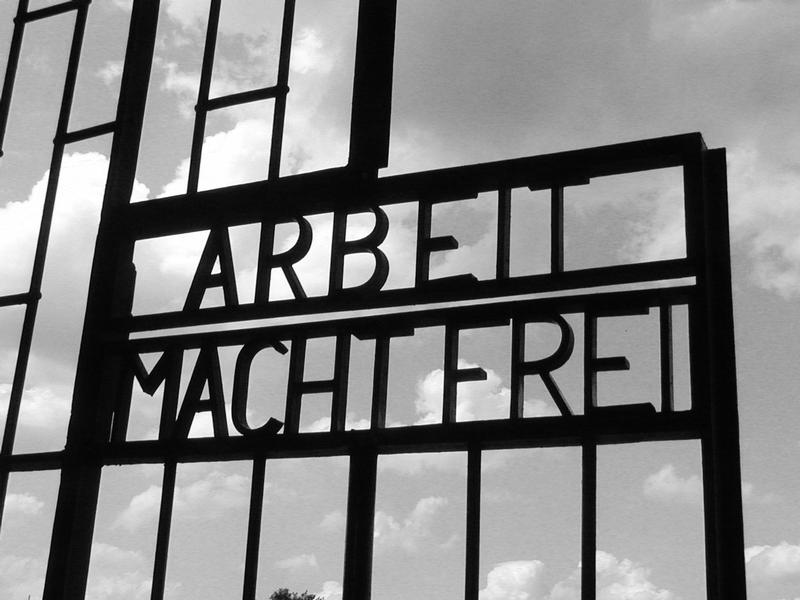
Arbeit Macht Frei Poarta lagărului KZ Sachsenhausen

"Arbeit macht frei" (Munca te face liber) este un proverb german. A devenit foarte cunoscut fiindcă a fost folosit ca lozincă afișată în Germania nazistă la intrările lagărelelor de concentrare și exterminare germane, inclusiv a celui de la Auschwitz (Oświęcim, Polonia). El își are originea în Fenomenologia spiritului a lui Hegel și se referă la faptul că omul se eliberează prin muncă, devenind astfel stăpânul naturii și liber de ea. Este parte a conceptului eticii protestante a muncii.
Sloganul a fost folosit de Partidul Nazist german și în anii '30, pe vremea când naziștii inițiau o masivă politică națională de construcții pentru a combate șomajul. 